# Nguyễn Hồng Việt
Nguyễn Hồng Việt (sinh ngày 30 tháng 6 năm 1989) là bộ cầu thủ bóng đá đang chơi cho câu lạc bộ TP Hồ Chí Minh ở vị trí tiền vệ.